# 甘泉園公園
35°42′42″N 139°42′59″E / 35.711612°N 139.716298°E

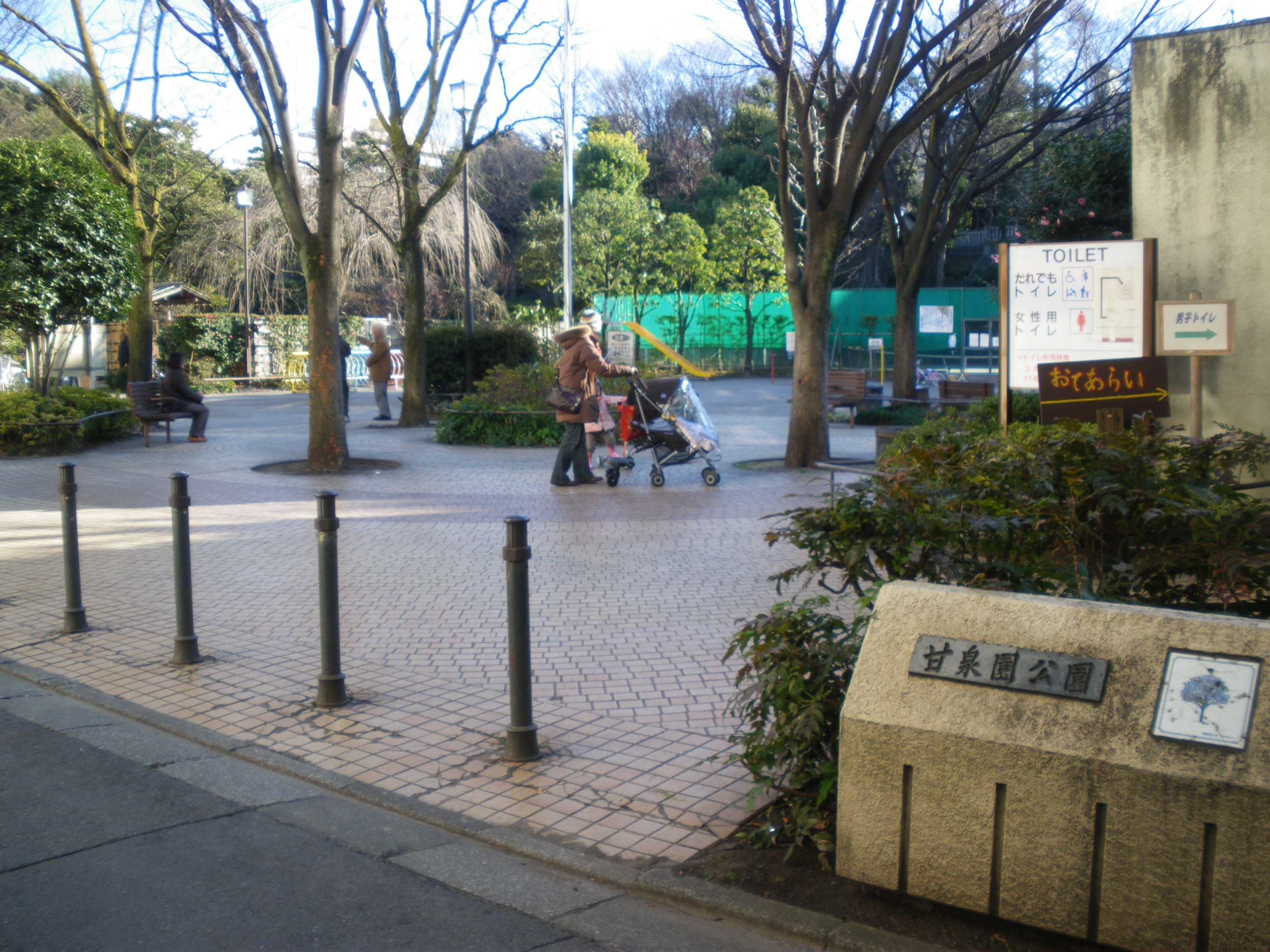
甘泉園公園入口

甘泉園公園（かんせんえんこうえん）是位於東京都新宿區西早稲田的新宿區立公園。
現址原本是德川御三卿之一的清水家下屋敷，公園即是當時宅邸的回遊式大名庭園。由於當地所湧現的湧泉被評價為適於沏茶，因此稱之為「甘泉園」。明治時代為相馬子爵家的宅邸，至昭和13年（1938年）被轉用為早稻田大學的設施。戰後因轉賣予東京都而成為都立公園，1969年開始改隸新宿區管轄至今。

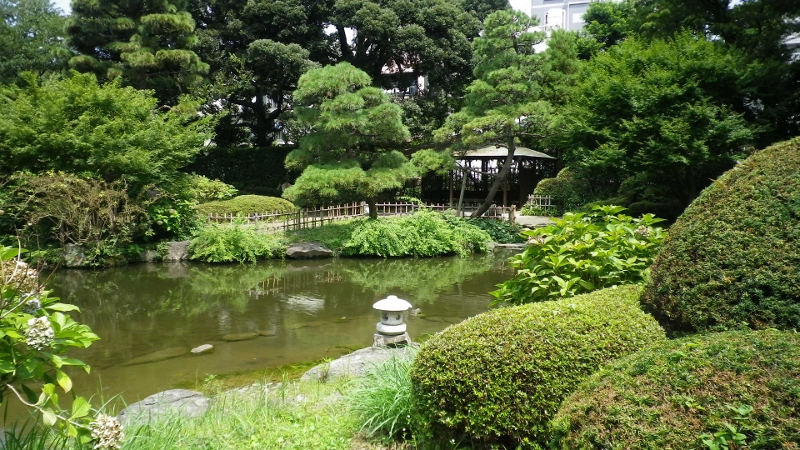
日本庭園

雖然名稱由來的湧泉現在已經乾涸，但仍然是一個以日本庭園為主體的公園，並且保存了不少大名屋敷的回遊式庭園氛圍。冬天時園內的樹木會進行雪吊。

## 歷史
- 明和年間 - 清水家下屋敷。
- 明治時代 - 成為相馬子爵家宅邸的一部分。
- 1938年 - 轉為早稻田大學的附屬設施。
- 1961年 - 早稻田大學為因應學校增建，購入了舊水稻荷神社的社地，並將本公園售予東京都。水稻荷神社也移建至本地。
- 1969年 - 改隸新宿區。

## 交通等
- 東京地下鐵東西線早稻田駅徒步7分、都電荒川線面影橋停留場徒步5分
- 開園時間 - 早上7電至晚上７點（11月至2月，閉園時間提早至下午5點)
- 停車場 - 無
- 入園費 - 免費

## 鄰接設施
- 水稻荷神社（日语：水稲荷神社）（戶塚稻荷神社）…原本神社敷地也是甘泉園的敷地。
- 甘泉園住宅…原本是舊甘泉園的一部分。現在是公務員住宅。

## 外部連結
- 新宿・史跡文化財散策マップ 甘泉園公園 （页面存档备份，存于） 新宿区観光協会